# Mark Stam
Mark Stam (n. 21 august 1997, Chișinău, Republica Moldova) este un cântăreț și compozitor din Republica Moldova, care în prezent activează și locuiește în București.
Mark Stam a devenit cunoscut în Republica Moldova după ce a participat în 2013 la concursul-show „Moldova are Talent”, iar după apariția sa pe YouTube a semnat cu casa de discuri Spoiala Brothers. Luna martie 2017 a marcat lansarea primului single, „A murit iubirea”, urmat de piesa în limba engleză „Days are coming” și „Doar Noi”, lansate în luna iulie a aceluiași an. Cele trei piese se încadrează în stilul pop, însă cântărețul declară că el se regăsește și în R&B, Soul și Folk.
În 2018 și-a relansat cariera în România cu piesa „Doar Noi” în colaborare cu Alina Eremia. Aceasta a fost urmată de piese precum „IMPAR” (locul al doilea în clasamentul Media Forest) sau „Vina Mea”, care cumulat au petrecut 20 de săptămâni în topurile radio și TV. În 2019 a lansat piesa „Nesimțit”. În prezent, Mark Stam este un proiect semnat de Spoiala Brothers și Global Records.

## Discografie

### Single-uri
| Titlu                                 | An   | Poziții în topuri | Poziții în topuri | Poziții în topuri | Album      |
| Titlu                                 | An   | MOL               | ROM               | RUS               | Album      |
| ------------------------------------- | ---- | ----------------- | ----------------- | ----------------- | ---------- |
| „A murit iubirea”                     | 2017 | -                 | -                 | -                 | fără album |
| „Days Are Coming”                     | 2017 | -                 | -                 | -                 | fără album |
| „Doar noi”                            | 2017 | -                 | -                 | -                 | fără album |
| „Doar noi” (cu Alina Eremia)          | 2018 | -                 | -                 | -                 | fără album |
| „Impar”                               | 2018 | -                 | 1                 | -                 | fără album |
| „Vina mea”                            | 2018 | -                 | -                 | -                 | fără album |
| „Nesimțit”                            | 2019 | -                 | -                 | -                 | fără album |
| „Ultima oară”                         | 2019 | -                 | -                 | -                 | fără album |
| „Ca să fii fericit” (cu AMI)          | 2019 | -                 | -                 | -                 | fără album |
| „Waiting”                             | 2019 | -                 | -                 | -                 | fără album |
| „Dependența mea”                      | 2019 | -                 | -                 | -                 | fără album |
| „Privirea ta”                         | 2020 | -                 | -                 | -                 | fără album |
| „Lasă-mă”                             | 2020 | -                 | -                 | -                 | fără album |
| „Pașii”                               | 2020 | -                 | -                 | -                 | fără album |
| „E Ok” (cu Sore)                      | 2021 | -                 | -                 | -                 | fără album |
| „Flori”                               | 2024 | -                 | -                 | -                 | fără album |
| „Dorul”                               | 2024 | -                 | -                 | -                 | fără album |
| „De ce plang chitarele” (cu Alessiah) | 2024 | -                 | -                 | -                 | fără album |

## Premii și nominalizări
| An   | Premiu                    | Categorie        | Laureat   | Rezultat     | Note  |
| ---- | ------------------------- | ---------------- | --------- | ------------ | ----- |
| 2018 | Elle Style Awards România | Best Male Artist | Mark Stam | Nominalizare | [ 7 ] |
| 2019 | The Artist Awards         | Best New Artist  | Mark Stam | Câștigat     | [ 8 ] |